# 甘子河乡
甘子河乡，是中华人民共和国青海省海北藏族自治州海晏县下辖的一个乡镇级行政单位。

## 行政区划
甘子河乡下辖以下地区：
达玉牧委会、尕海牧委会、俄日牧委会、热水牧委会、托华牧委会、德州牧委会和温都牧委会。